# Saipem 7000

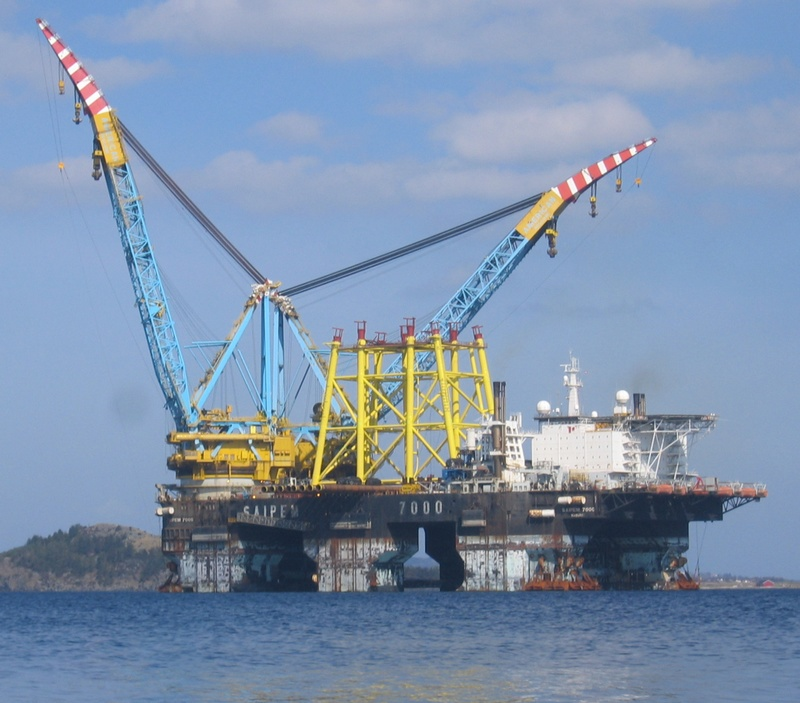
Saipem 7000

Saipem 7000 sau, pe scurt, S 7000 este a doua macara plutitoare din lume ca forță de ridicare, după SSCV Thialf. Nava a fost inițial construită ca „Micoperi 7000”, denumirea lui provine de la firma italiană constructoare de platforme plutitoare Saipem. Are două macarele, fiecare capabile să ridice 7.000 de tone, în tandem ridicând 14.000 tone la înălțimea de 42 m. Navighează sub pavilionul statului Bahamas și este folosită pe mare, la fel ca „SSCV Thialf”.